# Cucurbiteae
La familia Cucurbitaceae es una tribu de plantas perteneciente a la familia Cucurbitaceae, comprende aproximadamente 120 géneros y 825 especies que se distribuyen principalmente en regiones tropicales y subtropicales del mundo. Cerca de 30 géneros con 200 especies se encuentran en Brasil.

## Géneros
- Abobra
- Anacaona
- Calycophysum
- Cayaponia
- Cionosicys
- Cucurbita
- Penelopeia
- Peponopsis
- Polyclathra
- Schizocarpum
- Selysia
- Sicana
- Tecunumania